# Fields
Fields är gruppen Junips debutalbum, utgivet 14 september 2010.

## Låtlista
1. "In Every Direction" - 3:07
2. "Always" - 3:37
3. "Rope & Summit" - 5:20
4. "Without You" - 5:30
5. "It's Alright" - 3:27
6. "Howl" - 3:36
7. "Sweet & Bitter" - 3:36
8. "Don't Let It Pass" - 3:57
9. "Off Point" - 3:42
10. "To the Grain" - 4:10
11. "Tide" - 6:51